# Leverstuvning
Leverstuvning är en maträtt med anor i både det franska och svenska köket. Leverstuvningen var en inte alls ovanlig rätt på lunchrestauranger på 1950- och 1960-talet, ofta i kombination med lingonsylt eller inlagd gurka. Tack vare leverns näringsinnehåll blir rätten rik på både A- och B-vitamin liksom flera spårämnen och proteiner. Personer som har svårt för skarp leversmak kan med fördel välja kycklinglever, som har en något mildare framtoning. Enligt Gefle Dagblad kan levern även läggas i mjölk några timmar för att runda av smaken. Rent allmänt rekommenderas att råvaran är så färsk som möjligt och putsas noggrant före tillagning.